# 許昌 (後漢)
許 昌（きょ しょう、? - 174年）は、後漢の妖賊。会稽郡の人。子は許昭。別名（もしくは父）は許生。自称陽明皇帝。許昌の乱を引き起こした。『三国志』「孫堅伝」と『後漢書』「孝霊帝紀」に記述がある。

## 経歴
熹平元年（172年）11月、許昌は会稽郡の句章県にて反乱を起し、自らは陽明皇帝を名乗り、自分の父親を越王の位につけた。息子の許昭と共にあたりの県を煽動して、この反乱に加わる者は何万にものぼった（「孫堅伝」）。
これに朝廷は臧旻を揚州刺史に任じて、臧旻は丹陽太守の陳夤を率いて鎮圧にあたり、許昌・許昭親子は一度は打ち破られたが、鎮圧には至らなかった。
熹平2年（173年）、許昌らは会稽太守の尹端と戦う、尹端は許昭に敗れた。この敗戦により臧旻は尹端を棄市にするよう劾奏するも会稽郡主簿の朱儁の手引きにより、尹端は棄市を免れ労役刑に減刑された。
熹平3年（174年）、反乱鎮圧を急ぐため呉郡からも援軍を出すことになり、呉郡司馬に任命された孫堅は1000人余りの新たに募集し得た精兵を率いて討伐軍に加わった。
同年11月、臧旻は陳夤・孫堅らと反乱軍を打ち破り、許昌と許昭父子を捕らえ処刑した。ここに許昌の乱は鎮圧された。
鎮圧後、臧旻は孫堅の功績を報告し、孫堅は塩瀆県丞となった。